# Limonium fontqueri
Limonium fontqueri är en triftväxtart som först beskrevs av Carlos Pau, och fick sitt nu gällande namn av L.Llorens, Greuter, Burdet och G.Long. Limonium fontqueri ingår i släktet rispar, och familjen triftväxter. Inga underarter finns listade i Catalogue of Life.